# ウォムジャ

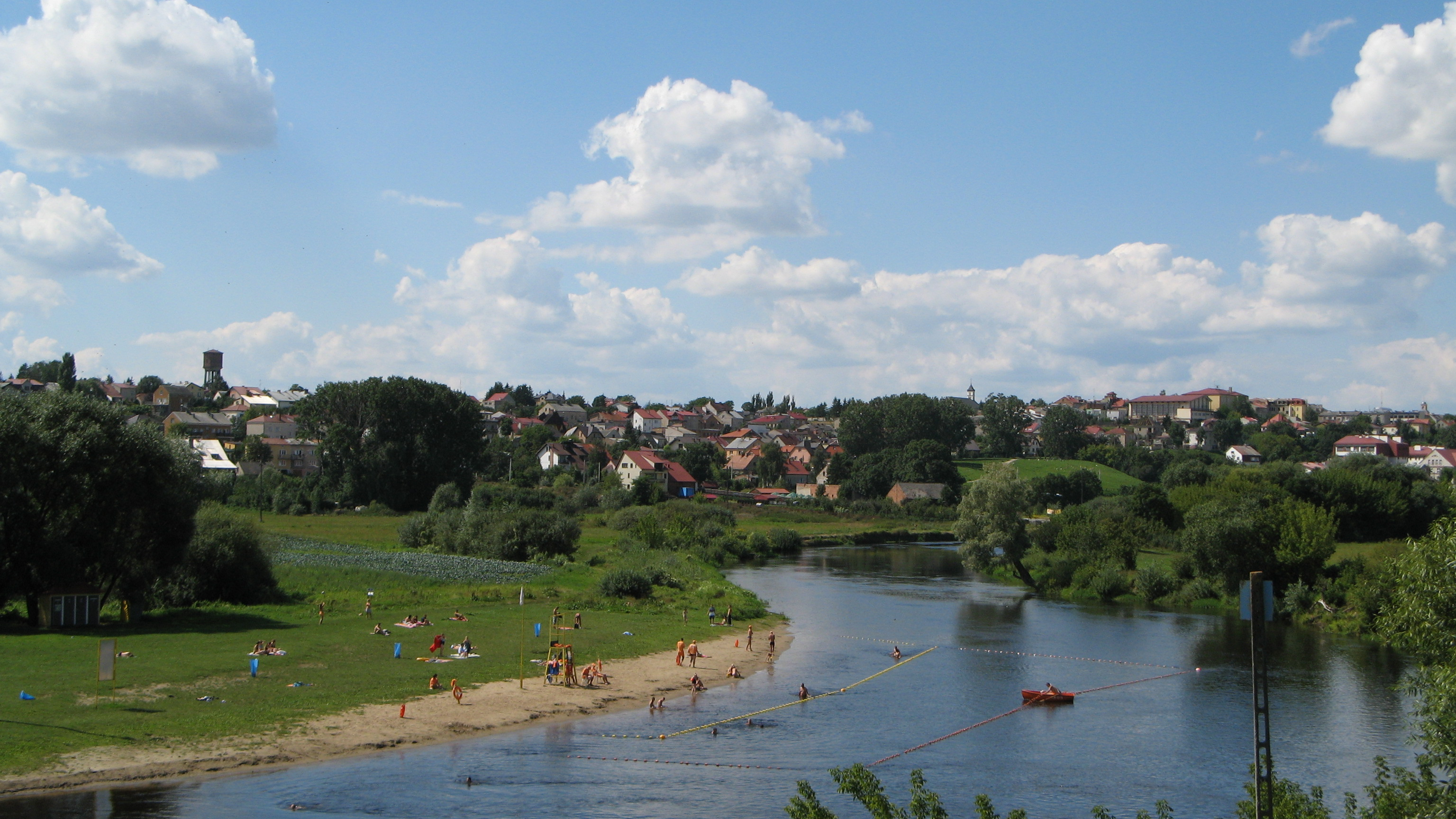
ウォムジャの町並み

ウォムジャ（Łomża (ポーランド語発音: [ˈwɔmʐa])、ドイツ語:Lomscha）は、ポーランド北東部のポドラシェ県に属している都市である。首都のワルシャワから約150キロメートル、県都のビャウィストクから81km離れている。1998年まではウォムジャ県に属しており、県都であったが、行政区画変更により県は廃止され、現在は、ポドラシェ県のウォムジャ郡に属している。

## 姉妹都市
- Muscatine、アメリカ合衆国
- ノヴォフラド＝ヴォリンスキィ、ウクライナ
- シャルチニンカイ、リトアニア
- カウナス、リトアニア
- タリン、エストニア